# Universidad Privada de Ciencias de la Salud
La Universidad Ciencias de la Salud es una universidad con sede en la ciudad de Arequipa mediante Resolución N.º 115-2010-CONAFU del 15 de marzo de 2010, para brindar servicios educativos de nivel universitario bajo el Régimen de la Ley Universitaria - Ley N.º 23733.

## Facultades y programas
| Facultad                         | Programa |
| -------------------------------- | -------- |
| Facultad de Ciencias de la Salud |          |
| Enfermería                       |          |
| Obstetricia                      |          |